# Be-ppin
Be-ppin（べっぴん）とは、日本の女性8人組ポップグループ。ファッション雑誌『BLENDA』の専属モデルにより結成された。

## 来歴
グループの結成は、『BLENDA』2011年5月号で初めて公開された。誌面で発表されたメンバーは井出レイコ、中野唯花、吉田夏海、長谷川唯、東野佑美、麻乃、藤倉幸子の7人だったが、後日、山本彩夏が追加メンバーとして加わった。そして、同誌6月号よりプロジェクトの開始が発表された。
2011年4月29日に代々木第一体育館で開催されたファッションイベントGirls Awardで初のライブ・パフォーマンスを行い、デビュー曲「MY・EYE・AH」を披露した。当日は長谷川が体調不良、中野が海外でのドラマ撮影の為、欠席した。
2011年10月12日、シングル「MY・EYE・AH」を発表。大沢伸一とm-floのVERBALによって書かれた強烈なビートとキャッチーなメロディが特徴の曲である。ビジュアル・コンセプトは「おしゃエロ水兵さん」で、ミュージック・ビデオやライブ・パフォーマンスでは、ブルーマリンボーダーTシャツにあえてボトムスを履かず、頭にはマリンハットをかぶったスタイルを披露している。

## メンバー
| 名前       | キャッチフレーズ | 備考                 |
| ---------- | --- | -------------------- |
| 井出レイコ | おしゃリッチ 「ファッションセンスが豊か」という意味。                                                                   | 『BLENDA』看板モデル |
| 長谷川唯   | レディ・カメレオン 着る服やメイクによって印象が変わることや、音楽もあらゆるジャンルを聴いて吸収することから付けられた。 | ハスキーボイス       |
| 吉田夏海   | 派手ボディ そのスタイルの良さに由来する。                                                                               |                      |
| 中野唯花   | プリンセス・ココ シャネル好きで、「可愛い顔して男っぽい性格」がココ・シャネルを彷彿とさせることから付けられた。         |                      |
| 藤倉幸子   | わがままジュリエット BOØWYの同名曲より。                                                                                |                      |
| 麻乃       | ちゃうちゃうマリン 「ちゃうちゃう」は、彼女が周りからイジられた時の口癖。                                               | アニメ声             |
| 東野佑美   | デカメロン 巨乳であることに由来。                                                                                       | 「可愛い声」担当     |
| 山本彩夏   | N45 「斜め45度」の意味。『BLENDA』2011年2月号での「美尻企画」での振り返り写真が称賛されたことに由来。                   |                      |

## ディスコグラフィ

### シングル
| #                                                     | 発売日         | 作品名      | 最高順位 | 最高順位 | 最高順位 | 認定 | アルバム |
| #                                                     | 発売日         | 作品名      | オリコン | Hot 100  | RIAJ DL  | 認定 | アルバム |
| ----------------------------------------------------- | -------------- | ----------- | -------- | -------- | -------- | ---- | -------- |
| 1st                                                   | 2011年10月12日 | MY・EYE・AH |          |          |          |      |          |
| "—"はチャート圏外、チャート対象外の何れかを意味する。 |                |             |          |          |          |      |          |